# بخش بمانی
بخش بمانی، یکی از بخش‌های شهرستان سیریک در استان هرمزگان ایران است. مرکز این بخش، شهر بندر کوهستک است.

## تقسیمات کشوری
- بخش بمانی
  - دهستان بمانی
  - دهستان شاهمردی

شهر: بندر کوهستک

## جمعیت
بر پایه سرشماری عمومی نفوس و مسکن در سال ۱۳۹۵، جمعیت بخش بمانی برابر با ۱۴٬۱۷۳ نفر بوده‌است.